# Bates Automobile Company
Bates Automobile Company war ein US-amerikanischer Hersteller von Automobilen.

## Unternehmensgeschichte
M. F. Bates stellte bereits ab 1889 in seiner Bates & Edmonds Motor Company Ottomotoren her. Im Juli 1903 gründete er ein separates Unternehmen zur Automobilproduktion. Der Sitz war in Lansing in Michigan. Ende 1903 begann die Produktion. Der Markenname lautete Bates. 1905 endete die Produktion.

## Fahrzeuge
Das erste Modell war ein Fahrzeug mit Zweizylindermotor aus eigener Fertigung. Der Motor leistete 16 PS. 1905 folgte ein Modell mit einem Dreizylindermotor, der 18 PS leistete.